# Publio Cornelio Tacito
Publio Cornelio Tacito, talvolta indicato come Gaio Cornelio Tacito (in latino Publius/Gaius Cornelius Tacitus, pronuncia classica o restituta: [ˈpuːblɪ.ʊs/ˈɡaː.ɪ.ʊs kɔrˈneːli.ʊs ˈta.kɪ.tʊsˈ]; 55 circa – 117-120 circa), è stato uno storico, oratore e senatore romano, considerato tra i più grandi e influenti esponenti del genere storiografico nella letteratura latina.
Fu autore di varie e numerose opere: l'Agricola (De vita Iulii Agricolae), sulla vita del suocero Gneo Giulio Agricola e in particolare sulle sue imprese militari in Britannia; la Germania (De origine et situ Germanorum), monografia etnografica sull'origine, i costumi, le istituzioni, le pratiche religiose e il territorio delle popolazioni germaniche fra il Reno e il Danubio; le Storie (Historiae), prima grande opera storiografica che tratta la storia di Roma dall'anno dei quattro imperatori (69) all'assassinio di Domiziano (96); gli Annali (Ab excessu Divi Augusti libri), seconda grande opera storiografica che tratta la storia di Roma dalla morte di Augusto (14) alla morte di Nerone (68).
A Tacito è anche attribuito, con qualche dubbio, il Dialogo sugli oratori (Dialogus de oratoribus), opera di datazione incerta sulle cause della decadenza dell'arte oratoria (ars oratoria), che sono individuate di volta in volta nel diverso tipo di educazione rispetto al passato, nel mutato insegnamento retorico e principalmente nelle condizioni politiche proprie del regime imperiale, che impediva ormai la libertà di parola.
(Ronald Syme, Tacito, vol. II, Brescia, Paideia, 1971, p. 718)

## Biografia

### Le fonti
Le poche informazioni sulla vita e sull'ambiente in cui visse Tacito sono offerte, principalmente, dagli indizi sparsi nel corpus delle sue opere, dalle lettere del suo amico e ammiratore Plinio il Giovane e da un'iscrizione trovata a Mylasa, in Caria (nell'attuale Turchia), e da altre deduzioni di storici. Molti particolari della sua vita restano sconosciuti.

### Il prenome
Ciò interessa anche il suo stesso prenome, tuttora incerto: in alcune lettere di Sidonio Apollinare e in alcuni vecchi scritti di poca rilevanza letteraria lo storico è nominato con Gaius, ma nel manoscritto principale  della tradizione, con Publius. Questi finora sono riconosciuti come i due praenomina più avvalorati. Alcuni avevano avanzato anche l'ipotesi di un prenome Sextus, che tuttavia non ha trovato seguito.

### La nascita

#### L'anno e il luogo
L'insufficienza di informazioni ci impedisce, allo stesso modo, di individuare inequivocabilmente l'anno e il luogo di nascita dello scrittore. Si suppone che Tacito sia nato attorno al 55. Il luogo d'origine si può stabilire nella provincia della Gallia Narbonense, deducendolo dal suo matrimonio con Giulia Agricola e dalla simpatia occasionale per i barbari che fecero resistenza contro la lex romana (come nell'episodio degli Annales II, 9), oppure nell'Italia del nord (Gallia Cisalpina) sulla base della sua amicizia con Plinio il Giovane. La possibile origine spagnola del Fabius Iustus al quale Tacito dedica il Dialogus suggerisce poi un legame con la Spagna. Una tradizione tarda, rifacendosi a un passo dell'Historia Augusta relativo alla vita dell'imperatore romano Marco Claudio Tacito (275 - 276), attribuisce i natali dello storico alla città di Terni. Secondo l'illustre studioso Theodor Mommsen l'antichità della gens Cornelia si desume dal fatto che essa diede il nome ad una delle più antiche Tribù rustiche, che comprendeva Arpino, Nomento, Eclano, Erdonia, Teano Apulo, Crotone, Petelia, Camerino Fulginio in Umbria e Matelica.
I Cornelii avevano propri culti e tradizioni, e si distinguevano da tutte le altre famiglie per la pratica dell'inumazione dei defunti, in alternativa alla più diffusa cremazione. Famoso è il monumentale Sepolcro degli Scipioni ancora conservato sulla Via Appia.

#### Ascendenza familiare
Si ritiene rintracciabile una discendenza nobile da un ramo sconosciuto della gens romana patrizia Cornelia, ma non v'è alcun documento storico che attesti l'esistenza di un Cornelius chiamato Tacito. Tacito stesso affermò che molti senatori e cavalieri discendevano da liberti, ma l'ipotesi che anch'egli discendesse da un liberto non ha trovato nessun supporto oltre alla sua affermazione, in un discorso generico, che molti notabili discendevano da liberti: tale ipotesi è stata prontamente abbandonata.
Suo padre si ritiene possa essere il Cornelio Tacito procuratore della Gallia Belgica e della Germania. Un figlio di questo Cornelio Tacito è citato, tuttavia, da Plinio il Vecchio come esempio, da lui stesso veduto, di sviluppo e invecchiamento precocissimi, al pari del figlio di un certo Eutimene, che per tale causa morì di morte prematura a soli 6 anni. Ciò impedirebbe di identificare questi con il Tacito più famoso, bensì con un possibile ma non altrimenti attestato fratello.

#### La posizione sociale
Per quanto riguarda l'agiata famiglia è il forte legame d'amicizia largamente testimoniato tra Plinio Il Giovane e Tacito ad avere fatto supporre agli storici un'uguale estrazione sociale dei due: ceto equestre, ricchezza significativa e provenienza provinciale. L'ipotesi, largamente accettata, per la quale lo scrittore latino sarebbe nato da una famiglia di rango equestre oppure senatorio può essere comprovata anche dal disprezzo per gli arrampicatori sociali su cui insiste Tacito. Si suppone che la posizione sociale di rilievo di Tacito sia stata ottenuta grazie alla benevolenza degli imperatori Flavii, poiché con la conclusione dell'età repubblicana l'impostazione gentilizia della società s'era ormai dissolta e, con questa, anche i privilegi riservati alle gentes più influenti in Roma.

### Vita pubblica, matrimonio e carriera letteraria
Da giovane studiò retorica a Roma, come preparazione alla carriera nella magistratura e nella politica e, come Plinio, potrebbe avere studiato sotto Quintiliano. Nel 77 o nel 78 sposò Giulia Agricola, figlia quattordicenne del generale Gneo Giulio Agricola, il quale era al comando di una legione operante in Bitinia. Tacito partecipò con l'incarico di tribuno militare, incarico concessogli da Vespasiano attorno al 77; nulla si sa della loro unione o della loro vita domestica, a parte il fatto che Tacito amava cacciare.
Alla sua carriera iniziale diede grande impulso Vespasiano, come dice nelle Historiae (1, 1), ma fu sotto Tito che entrò realmente nella vita politica con la carica di quaestor, nell'anno 81 o nell'anno 82. Proseguì costantemente nel suo cursus honorum divenendo praetor nell'88 e facendo parte dei quindecemviri sacris faciundis, un collegio sacerdotale che custodiva i Libri Sibillini e i Giochi Secolari.
Si distinse come avvocato e oratore, a dispetto del fatto che il cognomen, Tacitus, abbia in latino il significato di "taciturno"; ricoprì funzioni pubbliche nelle province all'incirca dall'89 al 93, forse a capo di una legione, forse in ambito civile, come si può intuire dal fatto che non fu presente alla morte del suocero, Agricola.
Sopravvisse con le sue proprietà al regno del terrore di Domiziano (93-96), ma l'esperienza lasciò in lui cupa amarezza, forse per la vergogna della propria complicità, contribuendo allo sviluppo di quell'odio verso la tirannia così evidente nelle sue opere. I paragrafi 44 - 45 dell'Agricola sono paradigmatici:
(Publio Cornelio Tacito, De vita et moribus Iulii Agricolae (Agricola), XLIV - XLV)

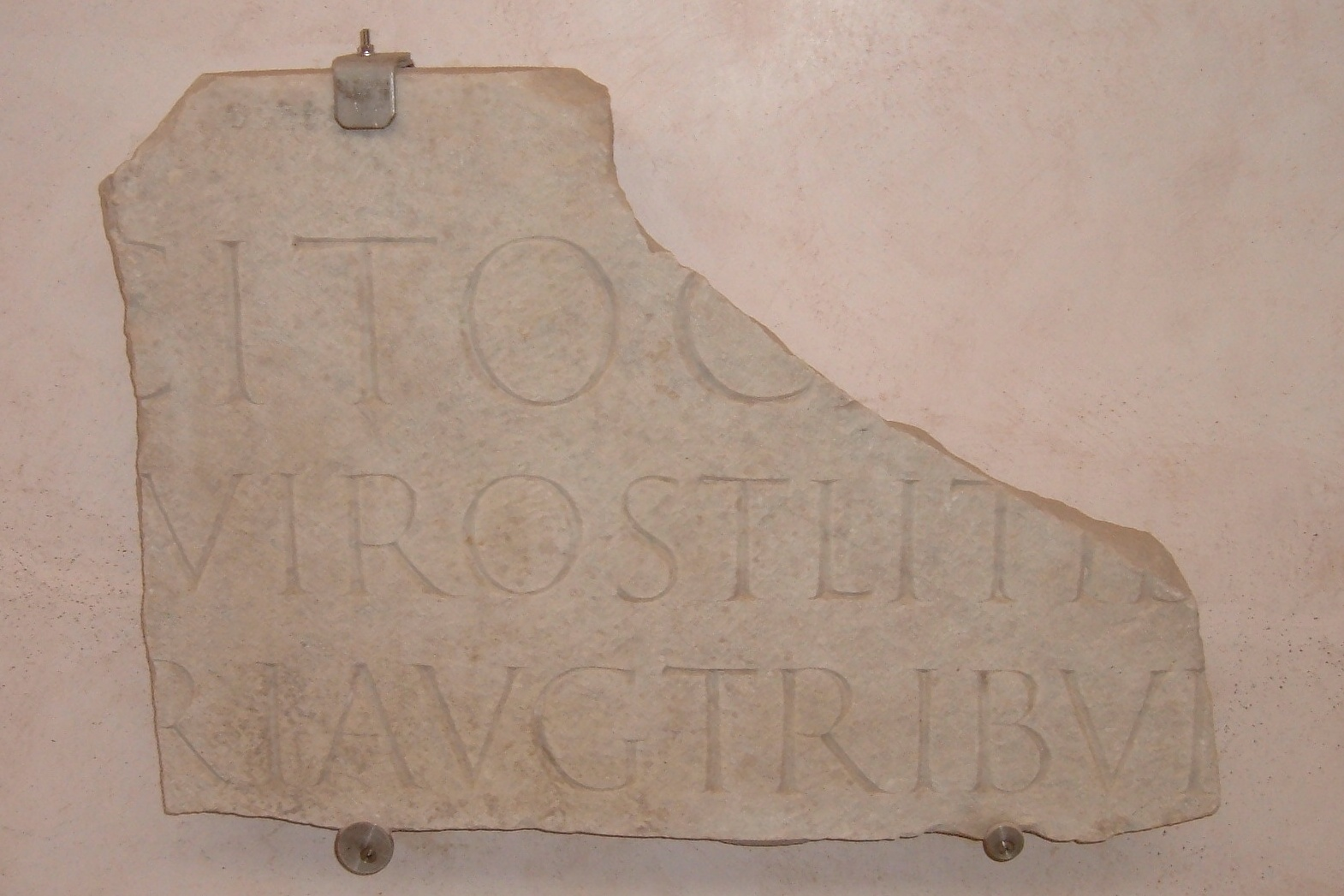
Frammento della probabile iscrizione sepolcrale di Tacito

Divenne consul suffectus nel 97 durante il principato di Nerva, diventando il primo della sua famiglia a ricoprire tale carica. Durante tale periodo raggiunse i vertici della sua fama di oratore nel pronunciare il discorso funebre per il famoso senatore e comandante militare Virginio Rufo. Durante l'anno seguente scrisse e pubblicò sia l'Agricola sia la Germania, primi esempi dell'attività letteraria che lo occuperà fino alla sua morte.
In seguito sparì dalla scena pubblica, a cui tornò durante il regno di Traiano. Nel 100, con il suo amico Plinio il giovane, perseguì Mario Prisco (governatore dell'Africa) per corruzione. Prisco fu riconosciuto colpevole e fu esiliato; Plinio scrisse alcuni giorni dopo che Tacito aveva parlato "con tutta la maestosità che caratterizza il suo usuale stile oratorio".
Seguì una lunga assenza dalla politica e dalla magistratura. Nel frattempo scrisse le sue due opere più importanti: le Historiae e, quindi, gli Annales. Ricoprì la più alta carica di governatorato, quello della provincia romana dell'Asia in Anatolia occidentale, nel 112 o nel 113, come provato dall'iscrizione trovata a Milasa.
Un passaggio negli annali indica il 116 come il terminus post quem della sua morte, che può essere posto più tardi nel 125 e non sono pochi gli storici che pongono la data della morte durante il regno di Adriano.
Non si sa se abbia avuto figli, ma la Historia Augusta riporta che l'imperatore Marco Claudio Tacito lo abbia indicato come antenato. Questo fatto è, comunque, probabilmente falso.

## Opere

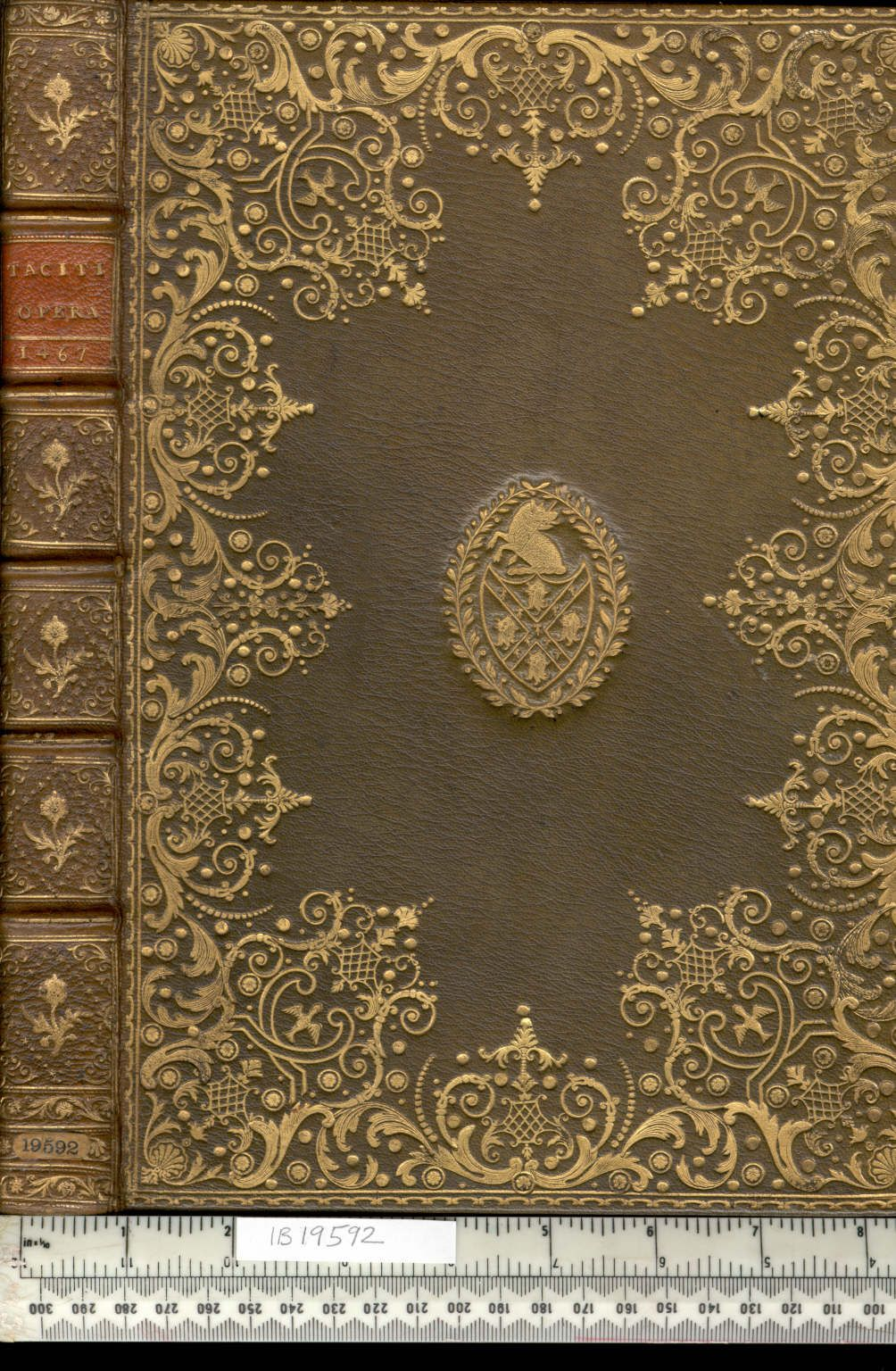
Un esemplare dell'editio princeps di Tacito (Venezia, Vindelino da Spira, 1470 circa), con sontuosa legatura alle armi settecentesca di Nicolas-Denis Derome.

Cinque sono le opere attribuite a Tacito che sono sopravvissute, almeno in una parte sostanziale di esse. Le date di composizione sono approssimative e le ultime due (le sue opere "maggiori"), hanno comunque richiesto alcuni anni per essere completate:
- 98: De vita et moribus Iulii Agricolae ("La vita e i costumi di Giulio Agricola")
- 98: De origine et situ Germanorum ("L'origine e la posizione dei Germani")
- 101/102: Dialogus de oratoribus ("Dialogo sull'oratoria")
- 110 circa: Historiae ("Le storie")
- 117-120?: Annales o Ab excessu divi Augusti ("Annali").

Le due opere principali, originariamente pubblicate separatamente, sono state indicate come parti integranti di una singola opera in trenta libri (le "Historiae" composte entro il 110 e gli "Annales" composti successivamente, nonostante raccontino un tratto della storia cronologicamente più antica delle Historiae). Esse offrono una narrazione della storia di Roma dalla morte di Augusto (14 d.C.) alla morte di Domiziano (96). Benché alcune parti siano andate perdute, essa è una delle maggiori opere storiche dell'antichità.

### Historiae

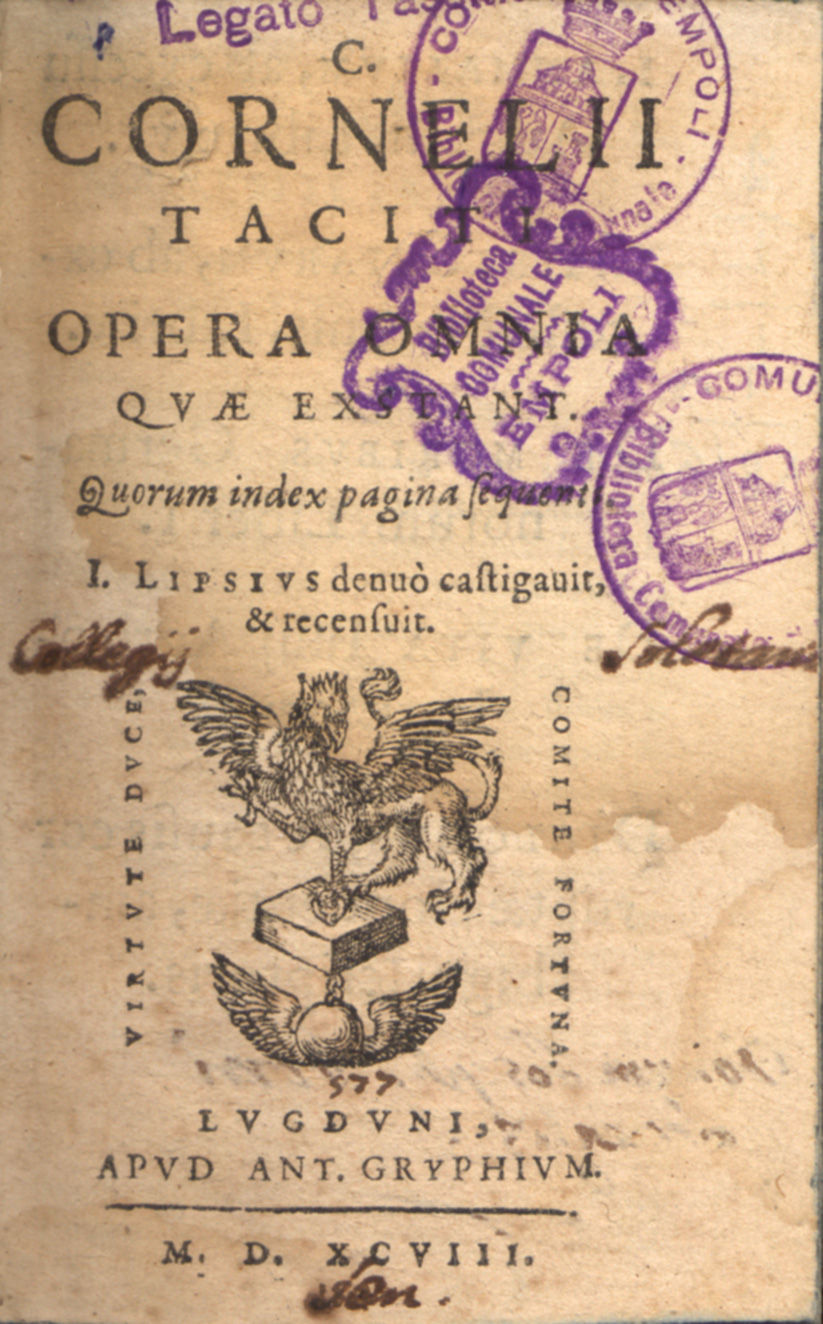
Frontespizio dell'opera omnia di Tacito in un'edizione del 1598.

Nel terzo capitolo dell'Agricola (una delle opere minori pubblicate precedentemente), Tacito aveva dichiarato il suo desiderio di comporre una "memoria della precedente servitù" (ossia il regno di Domiziano) e una "testimonianza dei beni presenti" (i regni di Nerva e Traiano); nelle Historiae il progetto è però differente: nell'introduzione, Tacito rimanda la sua opera su Nerva e Traiano e decide di occuparsi prima del periodo compreso tra le guerre civili del 68-69 d.C. e il regno dei Flavii.
Del testo originale sono rimasti conservati soltanto i primi quattro libri, insieme con ventisei capitoli del quinto libro, concernenti gli anni 69 (inizio del regno di Galba) e la prima parte del 70 (rivolta giudaica). Secondo le ricostruzioni, il lavoro avrebbe dovuto proseguire fino alla morte di Domiziano, avvenuta il 18 settembre 96. Il quinto libro contiene, come preludio alla narrazione della repressione della rivolta ebrea durante il principato di Tito, un excursus etnografico sugli Ebrei, importante testimonianza dell'atteggiamento dei Romani verso quel popolo.
Tacito coglie nell'anno 69 un nodo fondamentale nella storia dell'impero: quello della successione alla dinastia giulio-claudia, con il seguito di guerre civili e intrighi politici, il succedersi rapido dei tre imperatori Galba, Otone, Vitellio, e, infine, l'insediamento della dinastia Flavia con Vespasiano. Galba prende atto, nel suo celebre discorso per la scelta del successore, dell'impossibilità di fare ritorno alla repubblica, afferma la necessità del principato e presenta il principio dell'adozione come scelta del migliore: argomenti che dovevano essere tornati d'attualità nel 97, quando Nerva, con l'adozione di Traiano, aveva trovato un rimedio alla sua debolezza scongiurando una nuova guerra civile.
Nella designazione di Pisone come successore di Galba, così come quella di Traiano successore di Nerva, solo apparentemente la scelta del principe dipendeva dal senato: il potere supremo era di fatto succube della volontà degli eserciti, di fronte alla quale il rispetto del mos maiorum professato da Galba risultava incapace di controllare gli avvenimenti. Tacito prova simpatia per questo vecchio senatore capax imperii nisi imperasset ("capace di governare, se non avesse governato", I 49) travolto da milizie strapotenti e da una plebe che assisteva alla guerra civile come a uno spettacolo, di fronte a un contesto di violenza generalizzata che fa dettare allo storico cupi quadri di ingiustizia e ritratti di personaggi introspettivamente indagati nei loro momenti meno generosi. L'attenzione allo scandaglio psicologico trova riscontro nello stile franto e sallustianamente disarticolato, ma capace di profonda suggestione artistica.

### GliAnnales

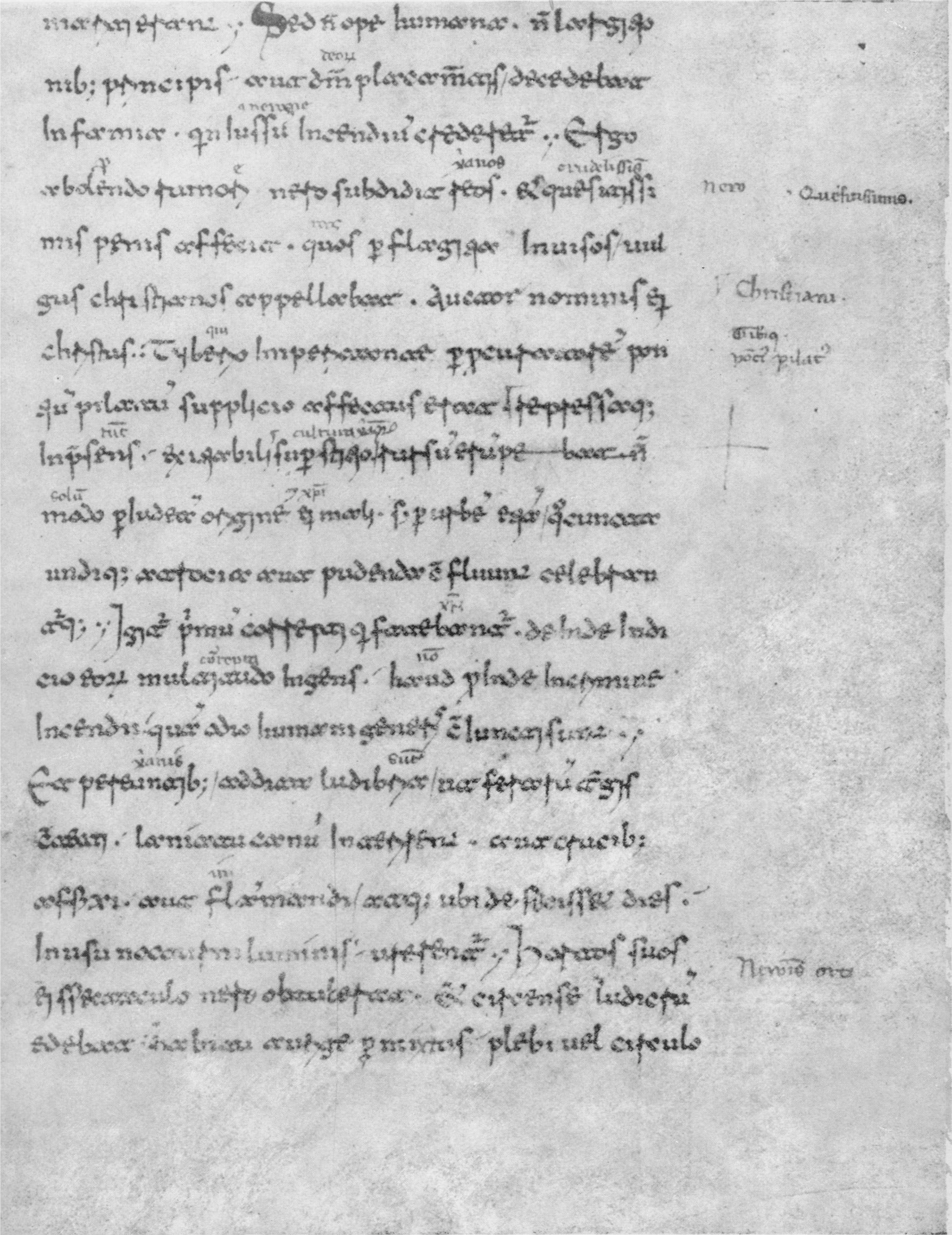
Una pagina del Codex Mediceus II dell'XI secolo (c. 38 r), contenente Annales, XV, 44.

Gli Annales furono l'ultima opera storiografica di Tacito e per sua esplicita ammissione seguono cronologicamente la composizione delle Historiae e risalgono con verosimiglianza agli anni seguenti il suo proconsolato d'Asia (112-113). L'opera copre il periodo che va dalla morte di Augusto (il funerale dell'imperatore è il brano di apertura degli Annales e chiarisce subito il ruolo dell'autore nell'opera) avvenuta nel 14, fino a quella dell'imperatore Nerone, nel 68.
L'opera era composta di almeno sedici libri, possibilmente diciotto, ma ci sono pervenuti soltanto i primi quattro, l'inizio del quinto e il sesto privo dei capitoli iniziali (questo primo nucleo comprende gli avvenimenti dalla morte di Augusto a quella di Tiberio nel 37 d.C.), oltre ai libri XI-XVI con alcune lacune nella prima parte dell'XI e nella seconda parte del sedicesimo libro (regni di Claudio e Nerone), che avrebbe dovuto terminare con l'intero resoconto degli eventi dell'anno 66, mentre si interrompe al suicidio di Trasea Peto. Si presume che i libri dal settimo al dodicesimo parlassero dei regni di Caligola e Claudio. I restanti libri dovrebbero trattare del regno di Nerone, forse fino alla sua morte nel giugno del 68. Non è noto se Tacito abbia completato l'opera o se si sia dedicato alle opere che aveva pianificato di fare: è morto prima che potesse finire le biografie di Nerva e Traiano e non esistono prove che il lavoro su Augusto e sui primi anni dell'Impero (con cui Tacito intendeva concludere il suo lavoro da storiografo) sia stato effettivamente espletato.
In confronto alle Historiae, che favorivano il movimento di eserciti e masse, gli Annales si focalizzano sui meccanismi dell'Impero e sulla sua corruzione: i protagonisti sono dunque i singoli imperatori, opposti al senato, erede della libertas repubblicana, ormai solo mero nome senza peso politico. Le figure dei principi sono indagate con introspezione psicologica: Tiberio è descritto come un esempio di falsità e dissimulazione nel presentare il proprio potere come rassicurante continuazione della legalità repubblicana; Claudio invece appare come un inetto privo di volontà, manovrato dai liberti e dalle donne di corte, mentre Nerone è il tiranno privo di scrupoli, la cui follia sanguinaria non risparmia né la madre Agrippina minore né il suo antico consigliere Seneca.
Nonostante ciò Tacito rimane convinto della necessità storica del principato, ma coglie l'ambiguità sulla quale è stato fondato da Augusto, che svuotando le magistrature repubblicane da ogni potere ha lasciato terreno fertile per la corruzione, l'intrigo e la decadenza morale; complice di una politica di degrado, dove l'avidità di potere regna sovrana, è anche il senato, diviso fra succube servilismo e sterili atteggiamenti di opposizione. Concordemente all'incupirsi della visione storica di Tacito lo stile degli Annales accentua le disarmonie, riflettendo l'ambiguità degli avvenimenti e un moralismo sempre più pessimistico in un periodo nervoso e spezzato.

### Opere minori
Tacito inoltre scrisse tre opere secondarie su vari soggetti: l'Agricola, una biografia del suocero Gneo Giulio Agricola; la Germania, una monografia sulle terre e le tribù di barbari della Germania; il Dialogus de oratoribus, un dialogo sull'arte dell'oratoria.

#### De Origine et situ Germanorum

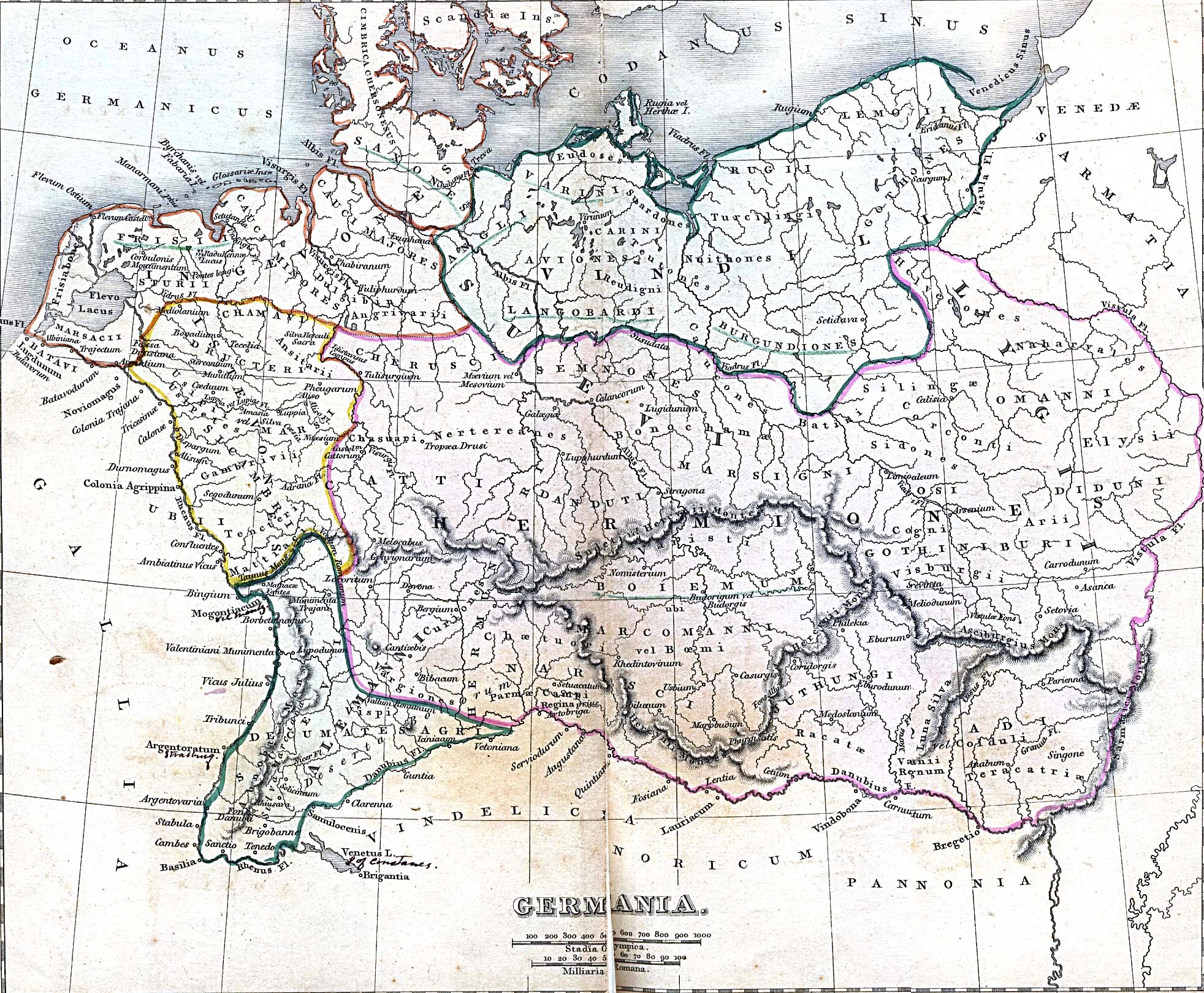
Mappa ricostruttiva della Germania Magna descritta da Tacito.

La Germania (De origine et situ Germanorum) è un'opera etnografica su diversi aspetti delle tribù germaniche residenti al di là dell'Impero Romano. La Germania si inserisce perfettamente all'interno della tradizione etnografica che va da Erodoto a Cesare. Ciò non toglie che quest'opera si riveli anche come una creazione originale nell'ambito dei generi tradizionali delle letterature classiche, comprendendo anche parti storiche ma soprattutto "ideologiche", quasi "da pamphlet": intenzione neanche troppo nascosta dell'autore, infatti, è descrivere i puri e incorrotti costumi dei Germani per criticare indirettamente i corrotti e degenerati costumi romani. Non solo: anche per istituire una sorta di parallelo tra quello che erano i Germani allora (un popolo rude e semplice e per ciò stesso valoroso in guerra) con quello che i Romani erano stati e ora non erano più, sempre a causa della loro decadenza morale.
Tacito sostiene che i veri barbari siano i Romani poiché i Barbari rispetto ai Romani avevano un forte senso religioso e amavano la libertà, quest'ultima era quasi negata in questo periodo. Questo porta Tacito a "profetizzare" un futuro scontro tra i Germani e Roma in cui i popoli del Nord Europa potrebbero anche risultare vincitori («urgentibus imperii fatis»). L'opera incomincia con una descrizione delle terre, delle leggi e dei costumi dei Germani (capitoli 1-27); continua quindi con le descrizioni delle singole tribù, cominciando da quelle più vicine ai territori romani e terminando con quelle ai più estremi confini sul mar Baltico, con una descrizione dei primitivi e selvaggi Fenni e di sconosciute tribù al di là di essi.

#### De vita et moribus Iulii Agricolae

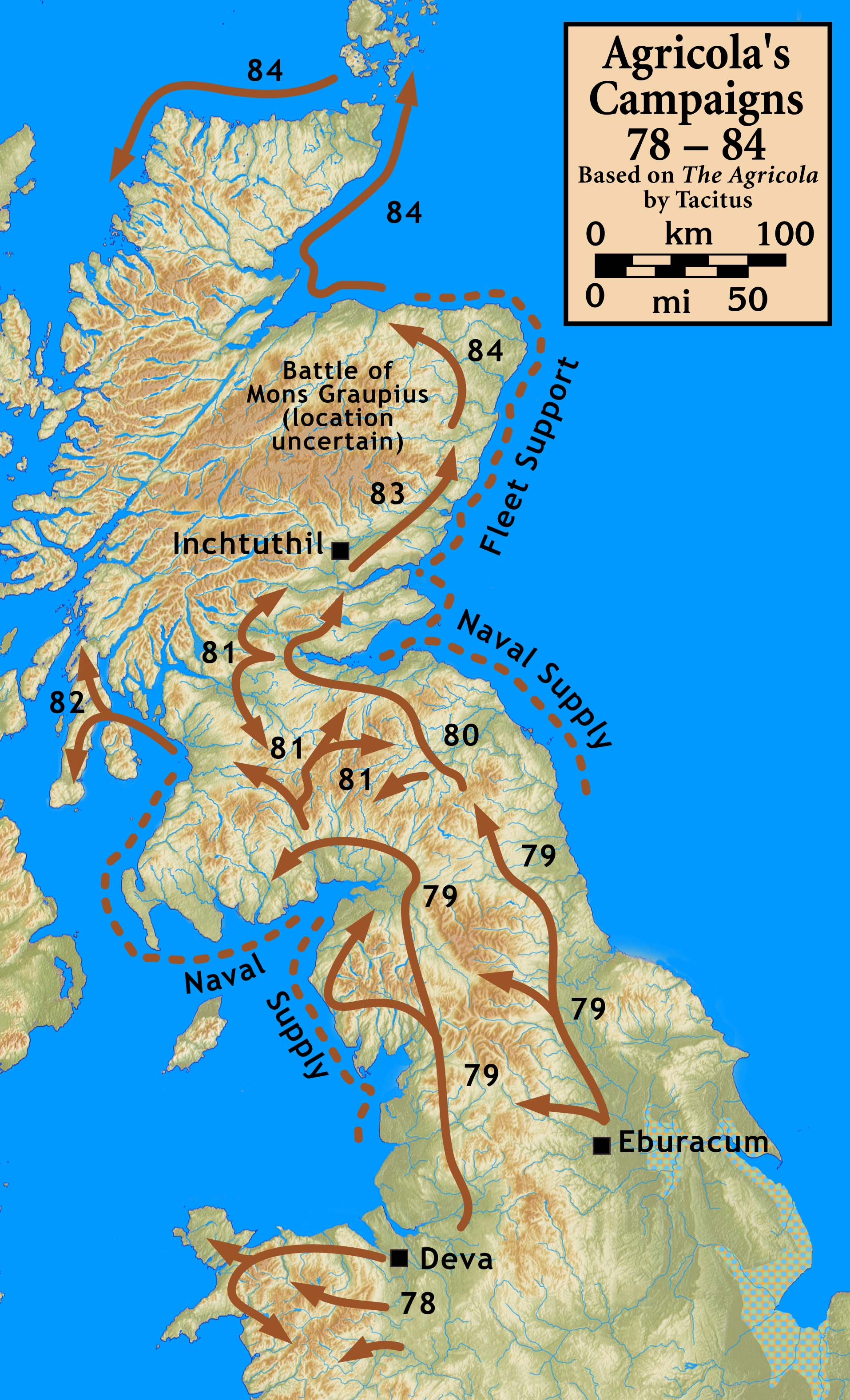
Le campagne in Britannia di Agricola descritte da Tacito e comprovate da dati archeologici.

L'Agricola (scritto circa nel 98) è una monografia dedicata alla vita di Gneo Giulio Agricola, suocero di Tacito, uomo politico ed eminente generale romano, noto per avere conquistato la Britannia. Corpo dell'opera è dunque costituito dalle imprese di Agricola in Britannia (capp.18–38), incorniciato da due parti simmetriche, rispettivamente il racconto della gioventù (capp. 4–9) e degli ultimi anni del protagonista (capp.39–46). È la prima opera scritta da Tacito, con la quale l'autore rompe il suo silenzio in seguito alla morte di Domiziano (che aveva mantenuto una politica di repressione del dissenso intellettuale); la biografia di Agricola anticipa dunque molti dei temi tipici della successiva produzione tacitiana: la questione della legittimità del principato (che Traiano vede come istituzione portatrice di pace) e della sua corruzione (dovuta al degrado delle virtù nell'epoca contemporanea), del silenzio fino ad allora tenuto da parte dell'autore, il problema dei confini dell'impero, le trattazioni etnografiche (anticipando alcuni dei caratteri della Germania, l'opera esamina anche la geografia e l'etnografia dell'antica Britannia), le digressioni di carattere storico (in cui già Tacito ricorre alla storiografia drammatica).
L'identificazione del genere letterario di appartenenza dell'Agricola è forse il suo aspetto più dibattuto negli studi, dai quali emergono una varietà di posizioni che varrebbero da sé a dimostrare la natura composita dell'opera. Saggio storico ed etnografico, biografia elogiativa, encomio, laudatio funebris e consolatio scritta in ritardo (a causa dell'assenza di Tacito da Roma nel 93, all'epoca della morte del suocero), pamphlet politico, laudatio composta per lettura pubblica: queste sono alcune delle chiavi di lettura che sono state proposte. Sembrerebbe che l'Agricola sia in realtà un incrocio di vari generi: si può dire che l'intento base della laudatio funebris prenda spessore nella dimensione della biografia, allargandosi a comprendere spezzoni di storia contemporanea. Per Tacito storico dunque, l'Agricola costituisce un passaggio fondamentale della sua formazione.
Infatti, quando fu composta l'Agricola, erano troppi gli interessi in campo perché l'opera potesse avere una chiave di lettura unitaria. Si ricordi infatti che era appena finito il quindicennio di silenzio coatto di Domiziano (81-96 d.C.), e Tacito avvertiva l'esigenza di lasciare una memoria storica che, benché si incardinasse sulla figura del suocero, lo coinvolgesse da vicino: molte delle esperienze vissute dal suocero durante la tirannide venivano infatti ritrovate da Tacito nelle sue stesse esperienze, permettondogli di riflettere nei suoi comportamenti. L'esempio di Agricola non riguarda quindi un astratto modello di virtù, ma coinvolge il modo di vivere e comportarsi in momenti di tirannide, definendo un esempio per le generazioni future.
Degni di nota sono l'introduzione (nella quale l'autore lancia una dura invettiva contro l'abbandono delle virtù nella Roma imperiale) e il celebre passo del discorso pronunciato da Calgaco (capo dei Caledoni), mentre incita i suoi soldati prima della battaglia del monte Graupio (cap. XXX). Seguendo i canoni della storiografia drammatica antica, Tacito costruisce un discorso in cui mette in bocca a Calgaco una dura accusa verso l'avidità e l'imperialismo romano:
(Publio Cornelio Tacito, La vita di Agricola, Newton Compton editori, trad. Gian Domenico Mazzocato)
Tanto famoso è questo brano da rendere proverbiale la locuzione: Ubi solitudinem faciunt, pacem appellant. In realtà però Tacito non era a priori contro l'espansione dei confini dell'impero (negli Annales rimprovera a Tiberio la politica di non espansione); piuttosto era critico verso l'atteggiamento di sfruttamento delle popolazioni conquistate.

#### Dialogus de oratoribus
La data di composizione del Dialogus è incerta, ma fu probabilmente scritto dopo l'Agricola e la Germania (dopo il 100 d.C.), ma alcuni ne datano la composizione tra il 75 e l'80 e la pubblicazione dopo la morte di Domiziano. Molte caratteristiche lo distinguono dagli altri scritti di Tacito, tanto che l'autenticità fu a lungo messa in discussione, nonostante esso, nella tradizione manoscritta, compaia sempre con l'Agricola e la Germania.
Lo stile (oltre alla scelta del genere letterario) entra nella tradizione del dialogo ciceroniano, modello di riferimento per le opere che, come questa, trattavano di retorica; esso si presenta elaborato ma non prolisso, secondo il canone che esortava l'insegnamento di Quintiliano; esso manca delle incongruenze che sono tipiche delle maggiori opere storiche di Tacito. Potrebbe risalire alla giovinezza di Tacito; la dedica a Fabiu Iustus potrebbe così indicare soltanto la data di pubblicazione dell'opera e non della sua stesura. Lo scritto riferisce una discussione, che si immagina sia avvenuta nel 75 o 77, e a cui dice di avere assistito, fra quattro oratori dell'epoca, Curiazio Materno, Marco Apro, Vipstano Messalla e Giulio Secondo. All'inizio Marco Apro rimprovera a Curiazio Materno di accantonare l'eloquenza per dedicarsi alla poesia drammatica: se ne ricava una discussione in cui Materno sostiene il primato della poesia e Apro dell'eloquenza; segue un dibattito sulla decadenza dell'oratoria, che viene attribuito da Messalla all'educazione moderna e da Curiazio Materno alla fine della repubblica e di quella anarchia che offriva libero campo ai conflitti, non solo verbali.
Tacito non esprime un parere diretto ma sembra identificarsi perlopiù con le opinioni espresse da Curiazio Materno, che indica nel regime liberticida e assolutista dell'età Flavia la causa principale della decadenza oratoria (pur non identificandosi completamente in esse: il riconoscimento della necessità del principato non esclude espressioni amaramente rassegnate e la sfiducia nel recupero della grande eloquenza repubblicana) contrariamente a quanto sosteneva Plinio il Giovane, il quale individua la causa della decadenza dell'arte oratoria nella cattiva istruzione della scuola, a quanto sosteneva Quintiliano, che attribuiva a tale causa il degrado della società o a quanto sosteneva Petronio all'interno del Satyricon.

### Le fonti
Complessivamente Tacito fu uno storico scrupoloso, attento e preciso, ove il pragmatismo e l'obiettività erano per lui elementi di ricerca storica non meno che per gli storici moderni. Questi criteri coesistono però con altre tendenze (moralismo, punto di vista senatorio, storia intesa come spazio drammatico e pessimismo), che a volte si interpongono, facendo velo alla 'storicità formale', creando cioè l'impressione che lo storico si dimentichi per un istante della ricostruzione oggettiva degli eventi e insegua effetti diversi: retorici, narrativi o politici.
Merito di Musti è, nel suo studio sul pensiero romano, l'avere distinto la storicità formale (di chi scrive storie continuate, formate sugli avvenimenti) dalla storicità reale, misurabile su due fattori inscindibili: 'la ricerca di notizie attendibili e/o documentate, e la loro proiezione su un piano più generale, che sia di valido fondamento per una ricostruzione e valutazione complessiva di una situazione o di un personaggio; insomma, il particolare sicuro e attendibile, da un lato, e il quadro generale, reso verosimile dalla giusta disposizione e ponderazione dei singoli dati, dall'altro'. In questo ambito si possono recuperare gli elementi di tipo psicologico, narrativo o di altro genere, nella storiografia, nella loro funzionalità e inquadrandoli nella delineazione di un complesso, che nell'Agricola è unitario e consapevole, non di meno che nelle Historiae e negli Annales.
Infatti, sebbene paradossalmente fosse uno storico "politicamente impegnato" e, talvolta, tendenzioso, ciò non esclude l'attendibilità generale né l'incidenza sulle biografie personali elimina l'attenzione, per quanto sommaria, agli eventi militari, amministrativi e soprattutto alla situazione etico-politica.
Le piccole inesattezze che si riscontrano negli Annales potrebbero derivare dal fatto che Tacito morì prima di terminare la sua opera e di farne una rilettura completa. In qualità di senatore, aveva facile accesso ai documenti ufficiali degli Acta Diurna populi Romani (atti di governo e notizie su quanto avveniva nell'Urbe) e degli Acta senatus (i verbali delle sedute del senato) tra cui le raccolte dei discorsi di alcuni imperatori, come Tiberio e Claudio.
Utilizzò anche una grande varietà di fonti storiche e letterarie di diversa provenienza, come opere di autori del I secolo, come Aufidio Basso e Servilio Noniano, per l'epoca di Tiberio, Cluvio Rufo, Fabio Rustico e Plinio il Vecchio, autore dei Bella Germaniae ("Le guerre in Germania"), per l'età neroniana.
Inoltre, accanto a questi, fece sovente uso di epistolari, memoriali (negli Annales sono citati quelli di Agrippina e probabilmente Domizio Corbulone) e libelli come gli exitus illustrium virorum: una serie di scritti riguardo a coloro che si erano opposti all'imperatore e da essi stessi redatti, in altri termini raccontavano il sacrificio dei martiri per la libertà, soprattutto di coloro che si erano suicidati seguendo la morale stoica. Al riguardo, tuttavia, occorre sottolineare quanto Tacito si sia servito di tale materiale per dare un tono drammatico alla sua storia, senza appoggiare la teoria del suicidio, a suo dire gesto ostentato e politicamente inutile.
In conclusione, se in passato si riteneva che Tacito usasse una sola fonte, almeno per ciascuna sezione delle opere maggiori, attualmente, è predominante la teoria per cui lo storico si sia servito di una molteplicità di fonti, talune anche di opposta tendenza e manipolate con una certa libertà.

## Stile letterario
Tacito fu estremamente attento e competente nell'esposizione, nel lessico e nell'uso di diversi registri linguistici che riflettono i suoi modelli.
Infatti dalla storiografia greca aveva tratto la capacità di sviscerare eventi complessi in un'esposizione chiara e lineare e l'attenzione ai caratteri, ai soggetti del "dramma storico", di cui fu capace di analizzare, con pochi tratti, le emozioni e la mentalità, in modo da fornire al lettore un quadro completo delle loro personalità, spesso contrastate e contraddittorie.
Dalla storiografia romana, invece, in modo particolare da Gaio Sallustio Crispo, si riprende la forma annalistica: una cornice per racchiudere le interpretazioni politiche degli eventi e il dramma delle azioni umane.
Tuttavia ciò che maggiormente impressiona il lettore è l'uso magistrale della parola cui riesce a conferire forza, ritmo e colore: lo stile è elevato, solenne, poetico, tipico della tradizione romana e, come il pensiero, rifugge dalla morbidezza artificiosa. Il periodo è secco, conciso, dettato da una forte "inconcinnitas" o asimmetria che rompe ogni facile equilibrio delle frasi in modo tale da enfatizzare, talvolta assai rudemente, determinate parole o determinati concetti creando un impatto formidabile. Sono esempio di tale stile i primi libri degli Annales, incentrati sulla figura sfumata, ambigua, di Tiberio ma in ogni caso l'inconcinnitas permea tutte le opere dello storico.
L'opera di Tacito, se certamente non forniva per l'epoca una fonte semplice della storia imperiale, tuttavia, riscosse una forte simpatia presso l'aristocrazia per il pensiero politico dello storico, fu letta e copiata fino a quando, nel IV secolo, Ammiano Marcellino proseguì il lavoro, riprendendone lo stile. Ancor oggi gli studiosi considerano gli scritti di Tacito come una fonte autorevole, anche se spesso critica, per ricostruire la storia del Principato mentre continuano a essere apprezzate come capolavori stilistici.

### Approccio alla storia
Il metodo storiografico di Tacito deriva esplicitamente dagli esempi della tradizione storiografica precedente (in particolare Sallustio).
Celebre è l'affermazione dello stesso Tacito sul proprio metodo storiografico:
(Publio Cornelio Tacito, Annales, I, 1)
Sebbene questo sia quanto di più possibile vicino a un punto di vista neutrale nell'antichità, si è discusso molto accademicamente sulla pretesa "neutralità" di Tacito (o "parzialità" per altri, cosa che renderebbe la citazione precedente nulla più che una figura retorica).
In incerto iudicium est, fatone res mortalium et necessitate immutabili an forte volvantur. Questa la frase da cui si rivela tutta l'incertezza dell'analisi storiografica tacitiana: egli non si appoggia a un generale disegno filosofico, ma analizza e indaga in modo autonomo il comportamento umano, sine ira et studio, in una prospettiva squisitamente politica. Nonostante nei suoi racconti accadano segni e prodigi (non mancano inoltre accenni alla religione romana), Tacito tende a escludere, quasi in senso epicureo, come regola per gli avvenimenti l'intervento divino. Gli accadimenti umani sono responsabilità solo degli uomini, vittime talvolta dei loro stessi crimini, contro i quali spicca la serenità degli dei. Difatti attraverso i suoi scritti, Tacito sembra primariamente interessarsi alla distribuzione del potere tra il Senato Romano e gli imperatori. Tutti i suoi scritti sono pieni di aneddoti di corruzione e di tirannia fra le classi di governo a Roma, dal momento che esse avevano fallito nel riassesto del nuovo regime imperiale. Gettarono via le loro tanto amate tradizioni culturali di libertà di parola e di rispetto reciproco quando incominciarono a cedere a loro stessi pure di fare piacere all'imperatore, spesso inetto (e quasi mai benevolo). Un altro tema ricorrente è l'importanza, per un imperatore, di avere simpatie nell'esercito per salire al comando (e rimanerci). Si noti comunque come la posizione di Tacito non sia ben definita in questo problema: il suo scetticismo coinvolge non solo il soprannaturale ma anche la natura degli uomini, nonostante riconosca nella storia un certo margine di casualità che rende ancora più cupa la visione degli eventi.
Su queste basi Tacito rivolse l'occhio alle vicende storiche vicine. Lo scrittore trascorse la maggior parte della sua carriera politica sotto l'imperatore Domiziano, cioè sotto un regime di persecuzione degli oppositori e dei dissidenti, e non poteva quindi, da senatore quale era, non considerare la fine della repubblica un'iniqua cessione della libertà in cambio di una misera pace. La sua amara e ironica riflessione politica può essere spiegata dalla sua esperienza della tirannia, della corruzione e della decadenza tipica del suo periodo (81-96). Tacito tentò di mettere in guardia la società romana dai pericoli derivanti da un potere poco comprensibile ai più, da un amore per il potere non temprato da principi etici validi e dalla generale apatia e corruzione del popolo, problemi sorti a causa della ricchezza dell'impero che permise la nascita di tali aspetti negativi. L'esperienza della tirannia di Domiziano può inoltre essere vista come la ragione di un ritratto per nulla gentile della gens Giulio-Claudia, resoci da Tacito negli Annales. Tuttavia Tacito è convinto della necessità dell'impero e non sembra avere rimpianti per l'ultima repubblica, dove la vita dei cittadini era messa regolarmente a repentaglio a causa delle turbolenze politiche.
D'altronde Tacito sembra convinto, risentendo forse dell'anonimo Del Sublime, che non sia possibile l'esistenza di una forma politica o sociale che sia capace di resistere di fronte alla corruzione dei costumi: mentre presso i Germani plusque ibi boni mores valent quam alibi bonae leges, a Roma non sembrava bastare la felicitas temporum inaugurata da Nerva e Traiano, per il recupero dei boni mores, difatti: 'per la natura della debolezza umana, i rimedi sono più lenti dei mali e, come i nostri corpi crescono lentamente ma si estinguono di colpo, così si potrebbero più facilmente soffocare che richiamare in vita le attività dell'ingegno: infatti si insinua proprio il piacere dell'inerzia stessa, e l'inattività, dapprima odiosa, alla fine è amata'. Fu forse proprio questo pessimismo radicale a impedire a Tacito di narrare il principato di Traiano come epoca felice, come si era proposto di compiere nel terzo capitolo dell'Agricola. Nonostante questo l'immagine di Tiberio presentata nei primi sei libri degli Annali non è né tragica né positiva: molti studiosi ritengono che l'immagine di Tiberio descritta nei primi libri sia prevalentemente positiva, mentre nei libri seguenti, a causa della descrizione degli intrighi di Seiano, diventa prevalentemente negativa. Nonostante questo, l'arrivo dell'imperatore Tiberio presentato nei primi capitoli del primo libro è una storia di crimini, dominata dall'ipocrisia sia del nuovo imperatore che stava salendo al potere, sia di chi gli stava attorno; e nei libri seguenti si può trovare una qualche forma di rispetto nei confronti della saggezza e intelligenza del vecchio imperatore che ha preferito allontanarsi da Roma per rendere saldo il suo ruolo. In generale dunque, Tacito non si fa problemi nel dare, nei confronti di una stessa persona, a volte un giudizio di rispetto e altre volte un giudizio di disprezzo, spiegando spesso in maniera aperta quali sono le qualità che lui giudica lodevoli e quali quelle che giudica spregevoli. Una caratteristica di Tacito è quindi il non schierarsi in maniera definitiva a favore o contro le persone che descrive, permettendo ai posteri la possibilità di interpretare le sue opere come una difesa del sistema imperiale o come un suo rifiuto. Una migliore descrizione dell'opera di Tacito "sine ira et studio" è difficilmente spiegabile.

## Fortuna e tacitismo
(Plinio il Giovane, epistola 33)
Tacito non fu particolarmente apprezzato nella tarda antichità e ancora meno nel Medioevo. Delle sue opere meno di un terzo è conosciuto e sopravvissuto: dipendiamo da un unico manoscritto per i libri I-VI degli Annales e da un altro per i libri XI-XVI oltre che per i cinque libri delle Historiae anche perché l'antipatia mostrata nei confronti di ebrei e cristiani dell'epoca, lo rendevano assai impopolare presso i dotti medievali, quasi sempre ecclesiastici.
Nel Rinascimento, tuttavia, le sue sorti si capovolsero e la sua presentazione drammatica della prima età imperiale ben presto gli fece guadagnare il rispetto dei letterati dell'epoca, fino a quando, secoli più tardi, l'undicesima edizione dell'Encyclopædia Britannica lo ricordò come il più grande storico Romano non solo per lo stile ma anche per l'insegnamento morale e la narrativa drammatica.
Tuttavia, oltre che come storico, Tacito divenne importante anche come teorico politico tanto che Giuseppe Toffanin individuò due schieramenti di commentatori del testo classico: «i tacitisti neri» (Scipione Ammirato, Virgilio Malvezzi), coloro che leggono Tacito come contestatore del potere assoluto dei monarchi, e «i tacitisti rossi», Traiano Boccalini l’unico in Italia, che vedono nello storico il demistificatore dei principi.

## Nella cultura di massa
Tacito è stato tra gli storici Romani più apprezzati nella cultura di massa e nella contemporaneità.
- Nell'atto IV, scena I dell'Enrico V di William Shakespeare, il sovrano riporta fedelmente alcuni passi tratti dal Germania di Tacito.
- La serie TV L'impero Romano ricalca più volte passi tratti dalle Historiae di Tacito.